# Pogonocherus eugeniae
Pogonocherus eugeniae är en skalbaggsart som beskrevs av Ludwig Ganglbauer 1891. Pogonocherus eugeniae ingår i släktet Pogonocherus och familjen långhorningar. Inga underarter finns listade i Catalogue of Life.